# Немирович-Данченко, Георгий Владимирович
Георгий Владимирович Немирович-Данченко (7 (19) июля 1889, Санкт-Петербург — 23 августа 1939, Таллинн) — русский журналист и публицист, участник Белого и раннего фашистского движений.

## Ранние годы
Родился 7 (19) июля 1889 года в Санкт-Петербурге. Сын полковника Владимира Прокофьевича Немировича-Данченко (1864—1896) и Екатерины Васильевны, урожденной Юнге (1864 — после 1924). 
Окончил Училище правоведения (1910), был первым студентом в классе. Служил по Министерству юстиции и Комитету по земельным делам. В 1912—1915 гг. — чиновник Государственной канцелярии.
Надворный советник (1914), с 1916 — чиновник особых поручений VI класса Отдела военного времени Министерства земледелия.

## Гражданская война
В годы Гражданской войны был начальником части печати Генштаба, сотрудничал в Осваге.
В июне-сентябре 1920 г. — начальник отдела печати Гражданского управления Правительства Юга России. Некоторые авторы, например, К. Гейден и А. Буллок ошибочно указывают, что Немирович заведовал печатью у гетмана Скоропадского. Был снят с должности в сентябре того же года из-за конфликта с главнокомандующим бароном Врангелем и министром иностранных дел правительства Петром Струве, и заменен Георгием Вернадским. Свою роль здесь сыграли и ультраправые взгляды Немировича-Данченко, и разрешенный им выпуск антисемитских газет. Сам Немирович считал, что это произошло в результате давления еврейского населения Крыма.
31 октября (12 ноября) 1920 г. эвакуировался из Севастополя на транспорте «Рион» вместе с частями армии Врангеля и гражданским населением на остров Халки, откуда переехал в Германию.

## Эмиграция
Германия
Поселившись в Мюнхене (по адресу Schellingstrasse, 37/11), Немирович-Данченко начал сотрудничать в немецкой и эмигрантской монархической прессе.
Участник Первого монархического съезда (Бад-Райхенхалль, май-июнь 1921 г.).
В это же время он быстро сошелся с правыми кругами русской эмиграции, в это время тесно сотрудничавшими с зарождавшимся фашистским движением, в частности, организацией «Возрождение» («Aufbau») под руководством Макса Эрвина фон Шойбнер-Рихтера. С последним Немирович-Данченко, очевидно, познакомился ещё в Крыму, когда Шойбнер-Рихтер прибыл туда в июне 1920 г. в составе немецкой делегации к генералу Врангелю.
«Возрождение» ставило перед собой обширные планы, в том числе организацию ряда походов и освободительных движений против Советской России. В тесной связи с организацией находился великий князь Кирилл, впоследствии провозгласивший себя Императором Всероссийским. Вокруг него и его жены, великой княгини Виктории Фёдоровны сложился «кобургский кружок» (по названию баварского города, в котором располагалась их резиденция), в котором находились ряд представителей правой русской эмиграции, в том числе Немирович-Данченко, участвовавший в пропагандистских компаниях против «левого уклона» в НСДАП (в Фелькишер Беобахтер выходили его статьи, направленные, например, против братьев Штрассеров).
После гибели Шойбнера-Рихтера во время Пивного путча Немирович-Данченко написал ему эпитафию под названием «Прекрасная смерть», в которой нашел конец лидера «Возрождения» достойным, так как тот пал «добрым немцем», закрывшим грудью друга, «гордость националистической Германии». Смерть Шойбнера-Рихтера, по мнению Немировича-Данченко, будет «вписана золотыми буквами в историю мучеников Германии».
Впоследствии сотрудничал в курировавшейся Министерством пропаганды Германии (затем ведомством Альфреда Розенберга) газете «Новое слово».
Франция
В 1932 г. переехал во Францию, где получил докторскую степень по праву. Жил в Клиши (близ Парижа), участвовал в младоросском движении.
Во Франции активно занимался журналистской деятельностью (в частности, был секретарем редакции журнала «Иллюстрированная Россия»). Участвовал в общественной деятельности, входя в такие организации как:
- Объединение бывших воспитанников Петербургского училища правоведения;
- Общество офицеров Генерального штаба;
- Объединение поэтов и писателей;
- Объединённый клуб послереволюционных течений;
- Союз ревнителей памяти императора Николая Второго.

Масон (ложа Свободная Россия, Париж). Посвящён 12 июля 1932 г., возведён в третью степень 13 июня 1934 г.
С 1937 г. — член правления Национального объединения русских писателей и журналистов во Франции.
Выступал со своими произведениями (рассказы, романы, повесть «Конец Дон-Жуана»), занимался переводами с немецкого и французского.
В конце жизни сотрудничал в журнале «Для вас» (Рига). Скончался 23 августа 1939 года в Таллине.

## Сочинения
- Севастополь // Двуглавый орёл. — 1921. — № 16. — С. 11-15.
- Отрывки из романа в письмах // Двуглавый орёл. — 1921. — № 17. — С. 43-47.
- Церковь и монархия // Двуглавый орёл. — 1921. — № 22. — С. 1-7.
- В Крыму при Врангеле. Факты и итоги. — Берлин; Мюнхен: Ольденбург, 1922 (переиздано в журнале Aufbau-Korrespondenz, 19.4.1923, под заглавием In der Krim bei Wrangel).
- Лето Господне. Симфонии. — Мюнхен: Ольденбург, 1922.
- Ein schöner Tod // Dr. ing. M. E. von Scheubner-Richter — gefallen am 9. November 1923. Hrsg. v. O. von Kursell. — München: Müller u. Sohn, 1923.
- Средь шумного бала… (рассказ) // Иллюстрированная Россия. — 1934. — № 50. — С. 14-17.
- Леночкина пасха (рассказ) // Иллюстрированная Россия. — 1935. — № 18. — С. 6-8.